# Kataliza
Kataliza – zjawisko przyspieszenia szybkości reakcji chemicznej pod wpływem niewielkiej (w stosunku do ilości reagentów) ilości katalizatora, który sam nie ulega trwałym przekształceniom, lecz tylko tworzy z innymi substratami związki lub kompleksy przejściowe. Działanie katalizatora polega na zmianie ścieżki kinetycznej reakcji poprzez obniżenie energii aktywacji reakcji i utworzenia innych, w stosunku do reakcji prowadzonej na sposób niekatalityczny, kompleksów przejściowych. W efekcie przyspieszeniu ulega zarówno reakcja prowadząca do produktu, jak i reakcja biegnąca w kierunku przeciwnym, prowadząca do odtworzenia substratów.
Katalizy nie należy mylić z inicjacją, w której inicjator chemiczny łączy się z innymi substratami na trwałe lub ulega rozkładowi.
Podział ze względu na fazę
Można wyróżnić dwa rodzaje katalizy:
- homogeniczną – kiedy katalizator znajduje się w tej samej fazie termodynamicznej co substraty (np. jest razem z substratami rozpuszczony w układzie)
- heterogeniczną – kiedy katalizator znajduje się w innej fazie termodynamicznej niż jeden lub wszystkie substraty (np. katalizator jest osadzony na powierzchni ciała stałego)

Znaczenie
Kataliza ma istotne znaczenie dla wielu procesów przemysłowych, takich jak np. produkcja amoniaku, kwasu siarkowego, tworzyw sztucznych lub przetwórstwo ropy naftowej (kraking, hydrokraking, reforming i in.). Kataliza będąca efektem działania enzymów jest podstawą zachodzenia procesów życiowych na Ziemi.